# 空間桁架

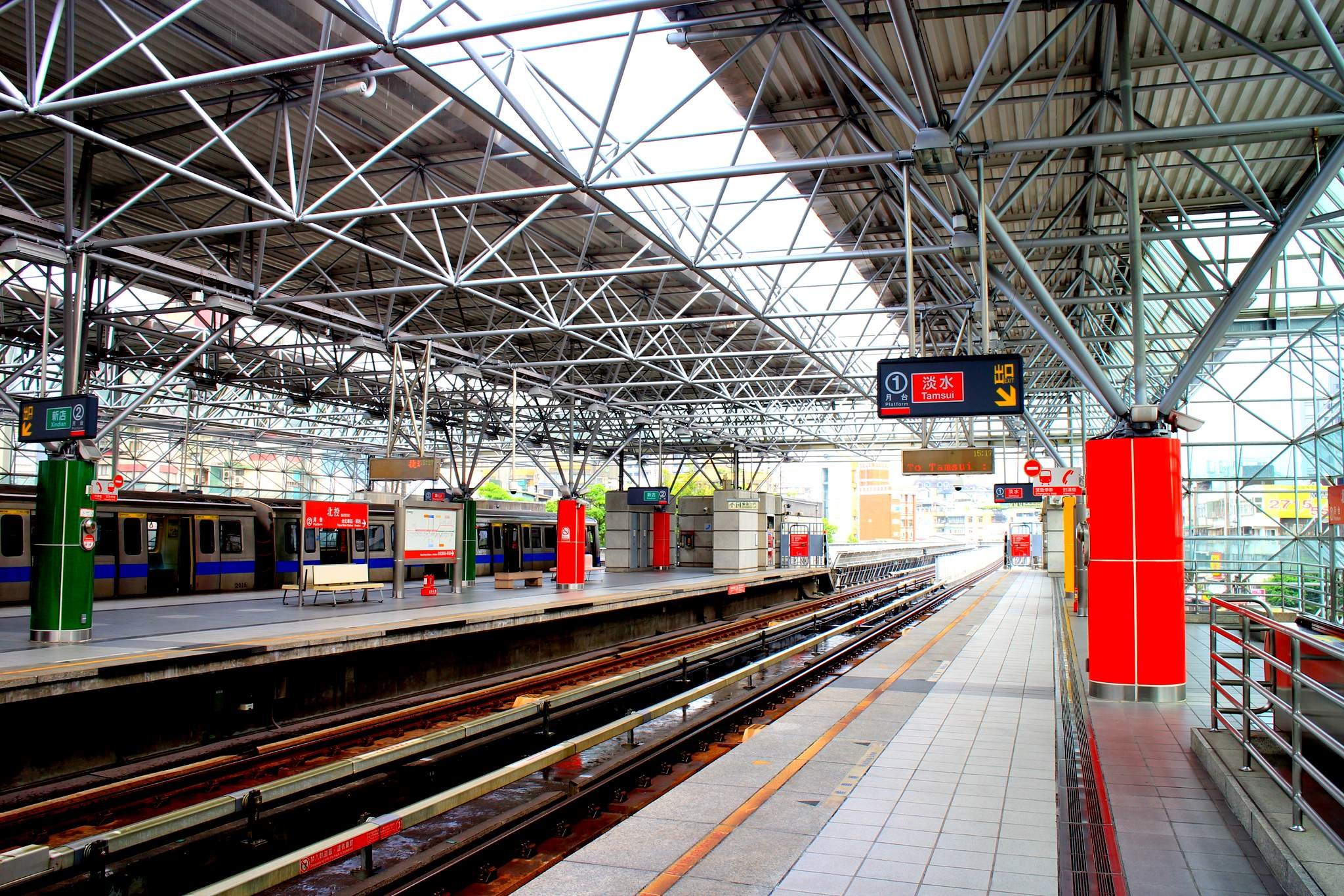
台北捷運北投站的空間桁架

如果對藍色節點施加力,並且不存在紅色管材料,則結構的行為完全取決於藍色節點的彎曲剛度。
如果紅色管材料存在，藍色節點的彎曲剛性是可以忽略不計,則可以使用剛度矩陣計算系統,而忽略角度因數。

空間桁架，在建築和結構工程中，是一種剛性，輕質，桁架狀結構，構造組成一個幾何樣式，由幾何圖案中的互鎖支柱構成。空間桁架通常運用一個多向間距，是由張力桿和壓力桿組成的結構，結構處在三度空間的受力狀態下，無論哪一類桁架，能承受來自各個方向的載荷，對抗震大垮距的建築物更能發揮功用。
種類有平面桁架，曲面式空間桁架，平頂式空間桁架等三種，優點重量輕，可做成各種造型。
平面桁架是一個讓所有成員和節點屬於平面，而空間桁架的成員節點可以延伸到立體層面。

## 設計方法
空間桁架通常使用剛性矩陣設計。建築空間桁架中剛度矩陣的特殊特徵是角度因素的獨特性。如果接頭剛性足夠，則可以忽略角度偏轉，從而簡化計算。

## 概述

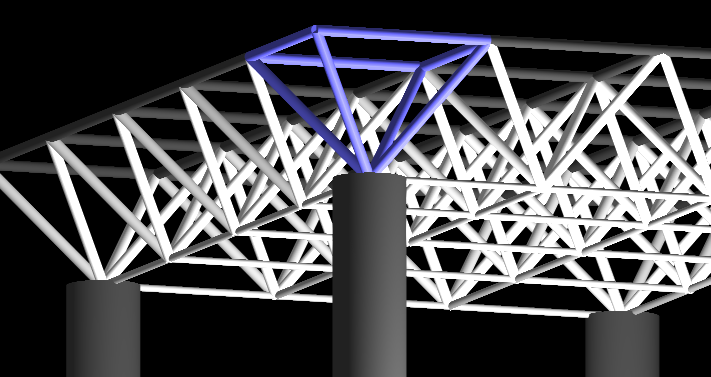
簡化的空間桁架屋頂，半八面體用藍色突出顯示。

基本單元常用的如四角錐單元和三角錐單元，由這些基本單元組成完整的空間桁架系統。
| 平面桁架系統     | 四角錐系統       | 三角錐系統     |
| ---------------- | ---------------- | -------------- |
| 兩向正交正放桁架 | 正放四角錐系     | 三角錐系       |
| 兩向正交斜放桁架 | 正放抽空四角錐系 | 抽空三角錐系   |
| 兩向斜交斜放桁架 | 棋盤形四角錐系   | 蜂巢形三角錐系 |
| 三向桁架         | 斜放四角錐系     |                |
| 單向折線形桁架   | 星形四角錐系     |                |

## 歷史
- 1930年代德國MERO創造出空間桁架系統。
- 1970年大阪世界博覽會展現出這種特殊的結構魅力。

## 幾何
最常見的幾何形狀是根據正多面體。最簡單的形式是鋁或鋼管三角形。在許多方面，這看起來像是一個水平三角形正反，反復多次，使之更廣泛。更強的純形式是由相互關聯的四面體金字塔中，所有的支柱有單位長度。技術上更是被稱為各向同性向量矩陣或一個單位寬度的八向桁架。更為複雜的變化改變長度的支柱，以曲線的整體結構或可能納入其他幾何形狀。

## 材料
管材料（圓形，方形）或是節點，有鋼、鋁、不銹鋼、工程塑膠、車削件或木頭等可供選擇。

## 構件、系統
主要概分為兩大構件，平板式與圓球式。主要概分為四大系統，德國MERO；新加坡RAMCO-YKK；日本NIPPON STEEL；美國STARNRT

## 運用

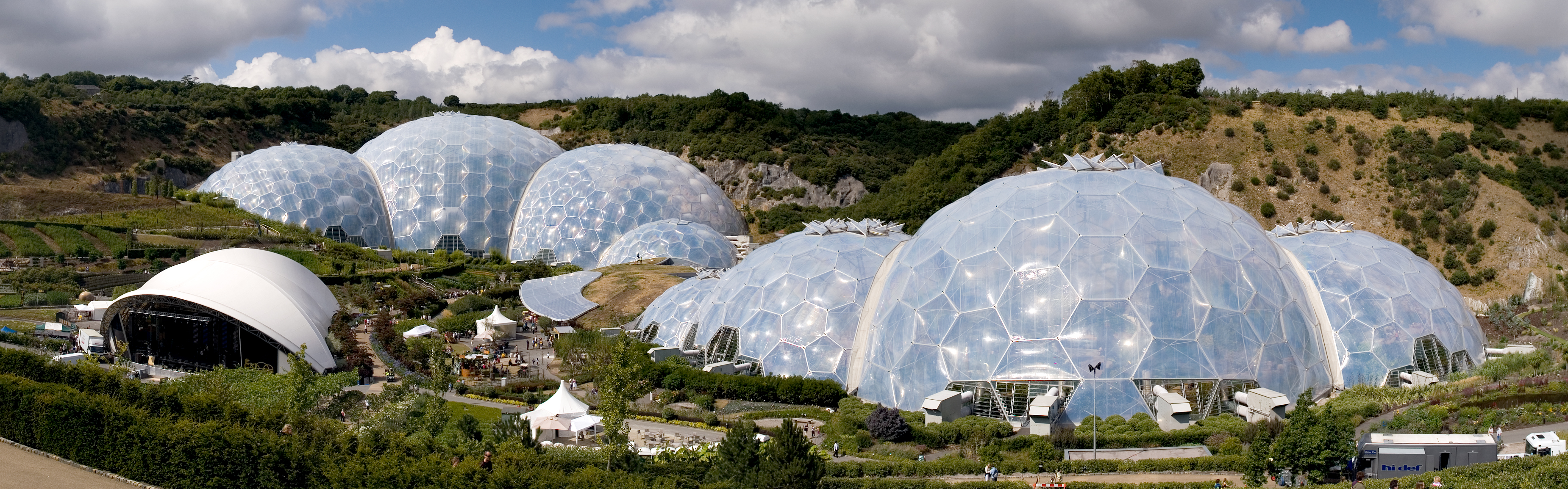
伊甸園計劃。

現今橋樑、體育館、機場航廈、車站等大尺寸及特殊造型建物上廣泛使用。空間桁架，是一個越來越普遍的建築技術，尤其適用於大型屋頂覆蓋，例：商業和工業廠房大門屋簷。現今容量更大的可攜式階段和照明支架，也經常建造空間桁架和八向桁架。管式空間桁架也被廣泛用於生產現代摩托車和汽車，但單體車身已較為常見，用在最新的化身自行車設計。
建築物空間桁架顯著的例子是：
- 台北捷運淡水線沿線捷運站。
- 高雄國立科學工藝博物館一樓大廳。
- 桃園國際機場二期航站出境大廳。
- 盧浮宮入口處的金字塔。
- 倫敦斯坦斯特德機場。
- 香港中銀大廈。
- 羅傑斯與龐畢度文化中心。
- 麥考密克會展中心。
- 伊甸園計劃。
- 斯德哥爾摩環球競技場。
- 生物圈2號。

## 素質考慮
- 方便攜帶：空間桁架可被完全拆除，物品正常放於集裝箱由卡車方便運送。此外，這種類型的結構明顯輕於其他任何類型的結構。這樣可以節省運輸和可能帶來的所有元素的結構，現場沒有任何問題。基於這個原因空間桁架適合出口。
- 消除焊接工作：不需焊接。
- 支撐結構是在兩個主要方向，給它很大的剛性，這是一個很大的優勢。
- 可以減輕70%～80%重量，節省大量水泥和模板